# Eimeria acervulina
Eimeria acervulina należy do królestwa protista, rodziny Eimeriidae, rodzaj Eimeria. Wywołuje u kur chorobę pasożytniczą - kokcydiozę, jest łagodnie patogenna. Eimeria acervulina pasożytuje w jelicie cienkim. 